# Água Doce
Água Doce es un municipio brasileño del estado de Santa Catarina. Tiene una población estimada al 2022 de 6 508 habitantes. Pertenece a la Región metropolitana de Contestado.

## Etimología
Recibe el nombre a causa de un pequeño incidente con un tropero llamado Juan Libia o João Líbia, que viajaba hasta Marcelino Ramos por la ruta del ganado para buscar mantenimientos. En medio de esos viajes un río tenía que ser atravesado, y una mula que trasportaba azúcar se resbaló en medio de tal río cayendo en el mismo toda su carga; así fue entonces llamado tal río y luego la localidad que se formó a orillas del vado.

## Historia
La historia de Água Doce representa al pasado de un municipio caracterizado por su vastedad y su belleza. Sus tierras pertenecen a la región llamada de los "Campos" de Palmas" (sector catarinense) a los cuales los sertanistas descubrieron y colonizaron a partir del 1839] Con el  Acuerdo de límites entre  Paraná y Santa Catarina, comenzaron a ser pertenecientes al Estado de Paraná. Los Campos de Palmas, propiamente dichos se integraron en el municipio de Cruzeiro, actual Joaçaba.
Inicialmente, el poblamiento humano fue realizado lentamente siendo casi absolutamente predominante el tipo humano que ocupaba la región de Palmas  ( en Paraná ), en esas épocas mestizos de guaranís, yes , "blancos" y "negros". Sin embargo desde 1919 el poblamiento fue intensificado al radicarse gauchos blancos o mestiblancos ("castizos") procedentes de Río Grande del Sur en gran parte con ancestros italianos.
El distrito en el año  1943 se mantuvo en categoría incierta hasta que el 21 de junio de 1958, mediante la ley N° 348 fue establecido como municipio; Jesuíno Mendes fue quien, con otros  idealistas fue el símbolo de la emancipación municipal.
El primer prefecto escogido por el gobierno estadual fue Ângelo José Bruno. Luego  Vitório Amadio Macagnann fue el primer prefecto electo por el pueblo de  Água Doce . Água Doce es el municipio de mayor área territorial de la Medio-Oeste de Santa Catarina. Su economía se basa en la ganadería, y en las extracciones vegetales  extractivismo vegetal y en la agricultura.